# 劉煥波
劉煥波（英語：Louis Liu Huan-bo；1910年—1997年1月19日；聖名：類斯），是天主教中國籍神父，中國天主教愛國會自選自聖黑龍江教區主教（1990年-1997年）。

## 生平
劉煥波出生於中國清朝。1936年，劉煥波在26歲時晉鐸。1959年7月4日，由中國政府控制的組織中國天主教友愛國會未經聖座准許，擅自將黑龍江省境內的教區及傳教區合併成為哈爾濱教區。
1990年在中國天主教愛國會推行下，哈爾濱教區未獲教宗准許，選出劉煥波為哈爾濱教區主教候選人。同年8月26日，劉煥波由山東濟南總教區主教宗懷德主禮，遼寧奉天總教區主教金沛獻和河北永平教區主教劉景和襄禮自選自聖晉牧。事後，因劉煥波在未獲得時任教宗若望保祿二世准許，自選自聖違反《天主教法典》被絕罰。
1997年1月19日，劉煥波在中國逝世 享年87歲。